# الأحمر والأسود
الأحمر والأسود (بالفرنسية: Le Rouge et le Noir) هي رواية نفسية تاريخية في مجلدين بقلم ستندال، والتي نشرت في عام 1830. وتروي محاولات شاب من المحافظات للارتقاء اجتماعيا على نشأته المتواضعة من خلال جمعه بين المواهب، والعمل الجاد، والخداع، والنفاق، وفي النهاية يسمح لعواطفه أن تخونه.
عنوان الرواية الكامل هو الأحمر والأسود: وقائع من القرن التاسع عشر (بالفرنسية: Le Rouge et le Noir: Chronique du XIXe siècle)،  وهو يشير إلى شقي المنحى القصصي في الرواية، التصوير النفسي لبطل الرواية الرومانسي جوليان سوريل، والهجاء التحليلي والاجتماعي للنظام الاجتماعي الفرنسي تحت حكم استعادة بوربون (1814-1830).
يشير العنوان إلى التوتر بين المصالح الدينية والعلمانية لبطل الرواية، ودار الكثير من النقاش حول هذا المعنى.